# Eothyrididae
Die Eothyrididae sind eine Familie der Synapsiden aus der Gruppe der Pelycosaurier. Sie sind also nach klassischer Sicht „Reptilien“, aber mit denjenigen Tieren verwandt, aus denen sich die „säugetierähnlichen Reptilien“ und schließlich die Säugetiere entwickelt haben.
Bislang sind nur die Schädel von zwei Gattungen bekannt, Eothyris und Oedaleops, die jeweils rund 6 Zentimeter lang waren, woraus sich schließen lässt, das die Gesamtlänge der Tiere unter 1 Meter betrug. Die Schädel sind durch eine auffallend breite, flache Form und ein großes Schädelfenster charakterisiert. Im Oberkiefer befanden sich bei Eothyris pro Kieferhälfte zwei vergrößerte, eckzahnartige Zähne, die ohne Entsprechung im Unterkiefer sind – bei Oedaleops waren diese Zähne weitaus schwächer ausgeprägt. Die übrigen Zähne sind gleichförmig, klein und zugespitzt, was Fleisch oder Insekten als Nahrung der Eothyrididae vermuten lässt. Vom übrigen Körper wurden bislang keine Fossilien gefunden.
Beide Gattungen sind aus dem Oberkarbon und dem Mittelperm aus Nordamerika bekannt. Systematisch bilden die Eothyrididae mit den Caseidae die Gruppe der Caseasauria die an der Basis der Synapsiden steht und die die Schwestergruppe der Eupelycosauria bildet, aus denen sich die Therapsiden (die „säugetierähnlichen Reptilien“) entwickelt haben.